# Адельберт фон Шаміссо

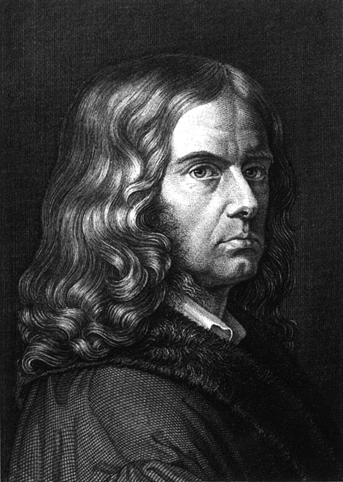
Адельберт фон Шаміссо

Адельберт фон Шаміссо́ (нім. Adelbert von Chamisso), при народженні Луї Шарль Аделаїд де Шаміссо де Бонкурт (фр. Louis Charles Adélaïde de Chamisso de Boncourt; (30 січня 1781 , Шалон-ан-Шампань  — 21 серпня 1838 , Берлін )) — німецький поет, натураліст і дослідник. Син французького емігранта.
Брав участь у навколосвітній подорожі на російському судні «Рюрик» (1815—1818), яку описав у творі Beschreibung einer Reise um die Welt. Як ботанік-систематик займався водоростями, мохами, папоротями та квітковими рослинами.
На честь Шаміссо було названо рід рослин Camissonia з родини онагрових (таку назву їм дав приятель Шаміссо Йоганн Фрідріх фон Ешшольц). У відповідь на це Шаміссо назвав іншу рослину на честь Ешшольтца — Eschscholzia californica. Крім того ім'я Шаміссо має невеликий острів біля берегів Аляски.
Cham. — це символ Шаміссо, який вживають при латинських назвах ботанічних видів, які описав дослідник.